# Hong Dzsongho
Hong Dzsongho (hangul: 홍정호, handzsa: 洪正好, RR: Hong Jeong-ho; Csedzsu, 1989. augusztus 12. –) dél-koreai válogatott labdarúgó, jelenleg a Csonbuk Hjonde (Jeonbuk Hyundai) játékosa kölcsönben a kínai Csiangszu Szuning csapatától.

## Pályafutása
A 2011-es Ázsia-kupán bronzérmesek lettek a válogatottal, valamint a 2014-es labdarúgó-világbajnokságon is tagja volt a keretnek.

## Válogatott góljai
| #  | Dátum              | Helyszín         | Ellenfél | Gólok | Eredmény | Kiírás                                     |
| -- | ------------------ | ---------------- | -------- | ----- | -------- | ------------------------------------------ |
| 1. | 2013. november 13. | Dél-Korea, Szöul | Svájc    | 1–1   | 2–1      | Barátságos mérkőzés                        |
| 2. | 2017. március 28.  | Dél-Korea, Szöul | Szíria   | 1–0   | 1–0      | 2018-as labdarúgó-világbajnokság-selejtező |

## Külső hivatkozások
- Hong Dzsongho profilja a Transfermarkt oldalán (angolul)
- Hong Dzsongho adatlapja a Soccerway oldalon (angolul)